# Grandview (Missouri)
Grandview é uma cidade localizada no estado americano de Missouri, no Condado de Jackson.

## Demografia
Segundo o censo americano de 2000, a sua população era de 24.881 habitantes.
Em 2006, foi estimada uma população de 24.373, um decréscimo de 508 (-2.0%).

## Geografia
De acordo com o United States Census Bureau tem uma área de
38,5 km², dos quais 38,1 km² cobertos por terra e 0,4 km² cobertos por água. Grandview localiza-se a aproximadamente 272 m acima do nível do mar.

## Localidades na vizinhança
O diagrama seguinte representa as localidades num raio de 16 km ao redor de Grandview.